# Servatius Fanckel
Servatius Fanckel (* um 1450 in Fankel; † 15. Juli 1508 in Basel) war ein deutscher Geistlicher, Dominikaner und Definitor des Provinzialkapitels.

## Leben
Servatius Fanckel war ein Sohn der Schwester des Bruttiger Pfarrers Johann Graß und Vetter der Brüder Peter, Johannes Kölner und Matthias Coelner de Vanckel. Bereits in seiner Jugendzeit wurden er und seine Vettern von Pfarrer Graß für den geistlichen Beruf vorbereitet und in lateinischer Sprache unterrichtet. 1467 trat er in das kurz zuvor reformierte Dominikanerkloster in Köln in der Stolkgasse ein, wo er auf die zu der Zeit wissenschaftlich sehr bestrebten und fähigen Lehrer Richard von Sitthard, Andreas Harlem und den Inquisitor Professor Dr. Gerhard von Elten traf.
Weiterhin wurde er vom Prior Peter Kirchschlag, der sich als sein großer Förderer bei seinen universitären Studien herausstellte, unterstützt. 1484 erreichte er den akademischen Grad des Baccalaureus Artium der Theologie, 1487 sein Magister studentium (Studentenmeister) und 1490 sein Lizenziat bzw. seine Lehrbefugnis. Nach einer einstimmigen Wahl wurde Servatius Fanckel als Nachfolger von Jakob Sprenger zum neuen Prior des Kölner Dominikanerkonvents gewählt. Fanckel führte im Zeitraum von 1475 bis 1488 – eigenen Aufzeichnungen zufolge – mindestens 255 öffentliche Disputationen auf theologischer Basis, die einen guten zeitgeschichtlichen Einblick in die Abläufe und Entwicklung der Kirche auf wissenschaftlicher Basis ermöglichten. Auch seine Kanzelreden in Köln, die er über 24 Jahre lang gehalten hatte, waren noch bis zum 18. Jahrhundert in der Klosterbibliothek erhalten geblieben. Am 30. Juli 1488 ist er zunächst wieder Prior des Dominikanerkonvents in Köln, dann trat er als Beteiligter beim Streit um die immaculata conceptio Marias auf.
Servatius Fanckel der sich stets um Reformen im Orden bemüht hatte, nahm am 22. Mai 1491 als Führer der rheinischen Dominikanerklöster der strengeren Ordensrichtung der Observanten am Generalkapitel in Le Mans teil. Auch am Provinzialkapitel in Ulm im Jahre 1496 nahm er teil, hier jedoch in der Funktion eines Definitors.
Am 28. Juni 1506 wurde er durch den Generalprior mit der Observanzreform zum Zweck der klösterlichen Erneuerung  betraut. Bei vielen Dominikanerkonventen u. a. in Koblenz und Trier suchte er bei seinen Glaubensbrüdern nach Verbündeten sowie Mittel und Wegen seine Ideen durchzusetzen. Dabei unterließ er es nicht Reformgegnern im Trierer Konvent mit dem Entzug ihres Stimmrechts, der Exkommunikation oder gar mit dem Kerker zu drohen. Jedoch konnte er die Reform nicht erfolgreich zu Ende führen, was hauptsächlich an seinem Vetter Matthias Coelner de Vanckel lag, der Provinzial der Konventualen und Regens in Trier war. Die Reformen konnten erst später durch seinen Nachfolger zum Abschluss gebracht werden. Servatius Fanckel der auch päpstlicher Inquisitor für Mainz, Trier und Köln war, hinterließ, nachdem er auf dem Provinzialkapiteln in Basel 1508 verstorben war, eine dreibändige Handschrift mit von ihm zusammengetragenen Predigten, jedoch gelten diese heute als verschollen.